# Hemera
Hemera este zeița greacă a zilei. S-a născut din Erebus, întunericul, și Nyx, noaptea. Nyx era fiica lui Haos, și sora lui Erebus. Erebus a fost printre primele ființe, guvernând în Hades. A răsărit din haos, la începutul timpului. Numele lui Erebus a fost dat cavernei subterane, triste, prin care trec morții în drumul lor spre lumea de dedesubt. Hemera a ieșit din Tartar pe când Nyx a ieșit și s-a întors în el. Thalassa, marea, este fiica Hemerei și fratele ei Aether, lumina.